# El vuelo del poeta (película)
El vuelo del poeta —título original: El vuelo del poeta: Una historia sobre Vicente Huidobro—  es una película chilena de 2009, dirigida por Marcelo Ferrari, basada en la vida de Vicente Huidobro. El escritor deja a su mujer y sus hijos en Chile y parte a París para dedicarse a la poesía. Ahí conoceremos el encuentro de Huidobro con la intelectualidad de la época y con sus grandes amores. 

## Elenco
- Iván Álvarez de Araya como Vicente Huidobro.
- Verónica Soffia como Ximena Amunategui.
- Daniela Lhorente como Manuela Portales.
- Francisca Imboden como Raquel Señoret.
- Luis Alarcón como Vicente García Huidobro.
- Consuelo Holzapfel como María Luisa Fernández.
- Begoña Basauri como  Teresa Wilms Montt.
- Andrés Velasco como Pablo Picasso.
- César Caillet como Juan Gris.
- Lucy Cominetti como Manuela García Huidobro.
- Aníbal Reyna como Don Domingo Fernández.
- Paulo Orrego como Eduardo Anguita.
- Luis Bravo como Braulio Arenas.
- Ernesto Briones como César Vallejo.